# Blythburgh
Blythburgh är en by och en civil parish i distriktet East Suffolk i Suffolk i England. Orten har 312 invånare (2001).